# Grevillea trifida
Grevillea trifida là một loài thực vật có hoa trong họ Quắn hoa. Loài này được (R.Br.) Meisn. miêu tả khoa học đầu tiên năm 1845.